# Klemm
 Leichtflugzeugbau Klemm GmbH (Construcció d'avions lleugers Klemm) era un fabricant d'avions alemany amb seu a Böblingen. Fundada el 1926 pel Dr. Hanns Klemm, que abans havia treballat tant per a Zeppelin com per a Daimler. Va ser integrada a Bölkov el 1959.

## Història

### Origen
Mentre treballava a Damlier, Klemm va desenvolupar les seves idees sobre aviació lleugera; un avió fet de fusta per a donar-li resistència i lleugeresa, fàcil de construir i que es pogués motoritzar amb un motor de baixa potència. A finals de 1926, les empreses Daimler i Benz es van fusionar i van posar fi a les activitats aeronàutiques de Hanns Klemm, aleshores director de la fàbrica Daimler de Sindelfingen. Hanns Klemm, per això, va fundar la seva pròpia empresa el 1926 a Böblingen. Leichtflugzeugbau Klemm, associada a una escola de vol ja que les produccions de la firma eren destinades a ser equipament de competició i turisme. Va abandonar Daimler-Benz a principis de 1927, portant amb ell tots els projectes del departament d'aviació.

### La segona fàbrica a Halle
El 1933, el nou règim alemany va obligar Hanns Klemm a abandonar part de la fàbrica de Böblingen i instal·lar-la a Halle, on va fundar la filial Klemm Flugzeugwerke Halle/Salle GmbH. Un centenar d'empleats també van ser traslladats de Böblingen a Halle, així com els treballs de desenvolupament del Kl 104, que es va entrar en producció el 1936 com a Fh 104. Al no estar interessat personalment en la construcció d'avions de combat, Klemm es va desvincular ràpidament de la direcció de la fàbrica Halle i va vendre les seves accions a Fritz Siebel a canvi de la recompra de les que tenien Siebel i el govern de Württemberg a la fàbrica de Böblingen. Per tant, Klemm Flugzeugwerke Halle/Saale GmbH es va convertir en Flugzeugwerke Halle/Saale GmbH, després Siebel Flugzeugwerke KG i la fàbrica Böblingen, propietat única de Hanns Klemm, va ser rebatejada com a Hanns Klemm Flugzeugbau.
El RLM no va permetre que la fàbrica de Böblingen només produís avions lleugers, i el 1934 s'hi va instal·lar un taller de reparacions per als avions Arado Ar 65 i Ar 66, i després per l'Arado Ar 96, el 1936. El 1939 es va aturar la construcció d'avions lleugers i Hanns Klemm Flugzeugbau va ser el responsable successivament de la producció dels planadors de càrrega Gotha Go 242, els fuselatges d'Arado Ar 96 i, des del 1940, dels elements del Dornier Do 217.

### La nacionalització
El març de 1943, el RLM va ordenar a Hanns Klemm d'organitzar Klemm Flugzeugbau per a la producció del Messerschmitt Me 163 sota llicència. En protesta va tornar el seu carnet del Partit Nacional Socialista i va abandonar el seu càrrec com a director general de l'empresa, que es va posar sota el control d'un comitè del govern el 23 de maig de 1943. Per tant, va ser gestionat pel govern alemany fins al final de la guerra. La reacció a la retirada del NSDAP no va arribar gaire tard, Hanns Klemm va haver de transferir la seva empresa a la seva dona per salvar la propietat. L'oficina fiscal de Böblingen va calcular un impost de transmissió de 50.000 RM, ja que el qualificava amb un 330%. Hanns Klemm va ser arrestat per GESTAPO i, després d'un dur interrogatori, va ser portat l'ala psiquiàtrica de l'hospital municipal de Stuttgart. Tanmateix, els metges no creien que Hanns Klemm fos boig i el deixen tornar a casa seva. El 12 de juny de 1944, la seva empresa va ser confiscada i es va nomenar un comissari del Reich per dirigir-la. El març de 1945 va ser detingut de nou per GESTAPO, interrogat, apallissat i el seu cas va ser derivat al jutjat. L'entrada de l'exèrcit francès el 28 d'abril li salva la vida. El 1945 gairebé no quedava res de la fàbrica de Böblingen, que fou posada sota control aliat i desmuntada, mentre que la firma Hanns Klemm Flugzeugbau romania sota control governamental alemany.

### Postguerra
El 1952, Hannsjürgen Klemm, fill de Hanns Klemm, i antics col·laboradors, van decidir recrear Klemm Flugzeugbau. El 1957, Klemm Flugzeugbau GmbH es va convertir en Klemm GmbH. El 30 d'abril de 1959, Bölkow va comprar el capital de Klemm, convertint-se en el propietari dels drets i actius i integra la firma.